# We Have All the Time in the World
"We Have All the Time in the World" is een door Louis Armstrong gezongen nummer voor de soundtrack van de James Bond-film On Her Majesty's Secret Service uit 1969. De titel We Have All the Time in the World is afkomstig van James Bonds laatste woorden in zowel het boek als de film. Bond spreekt deze woorden uit nadat zijn vrouw overlijdt. In No Time to Die (2021) uit 2021 wordt het ten gehore gebracht ter herinnering aan wat Bond zei tegen Madeleine Swann als ze naar Matera rijden.
Componist John Barry vroeg Louis Armstrong om het lied te zingen omdat hij vond dat deze de titelregel met ironie kon afgeven. Armstrong begeleidde zichzelf niet met trompet omdat hij ten tijde van de opname te ziek was om het instrument te bespelen.

## Covers
"We Have All the Time in the World" is gecoverd door onder meer My Bloody Valentine, La Ola Que Quería Ser Chau, Iggy Pop, Fun Lovin' Criminals, Vic Damone, Michael Ball, Giorgia Todrani, The Puppini Sisters, The Fairly Handsome Band, Tindersticks, The Pale Fountains, Shirley Bassey, Thomas White en Alfie Boe.